# Jeddah
Jeddah (ook wel getranslitereerd als Djedda, Djeddah, Jedda of Jiddah) (Arabisch: جدة) is in grootte de tweede stad van Saoedi-Arabië, de grootste stad van de provincie Mekka en de grootste havenstad aan de Rode Zee. De bevolking bedraagt 3,4 miljoen personen. Jeddah is een van de belangrijkste steden voor de Saoedische economie en thuishaven voor veel grote bedrijven.
Jeddah is de voornaamste toegangspoort tot Mekka en Medina, de heiligste steden in de islam.

## Geschiedenis

### Pre-islam
Opgravingen suggereren dat Jeddah als vissersdorp is begonnen rond 500 voor onze jaartelling. Anderen menen dat Jeddah gesticht is door de Jemenitische Quda'a stam (بني قضاعة), die centraal Jemen verlieten om zich in Mekka te vestigen na de vernieling van de Marib Dam in Jemen. Er is zelfs sprake van een bezoek van Alexander de Grote.

### Rashidunkalifaat
In 647 werd Jeddah door kalief Oethman Ibn Affan (عثمان بن عفان) tot haven voor Mekka gemaakt in plaats van Al Shoaiba ten zuiden van Mekka dat die rol tot die tijd vervulde. Vanaf dat moment arriveerde een groot deel van de overzeese Hajj pelgrims in Jeddah, waarmee Jeddah een belangrijke havenstad werd.

### Fatimidisch kalifaat
In 969 kwamen de Fatimiden uit Algerije aan het roer in Egypte en breidden hun rijk uit naar de omliggende regionen, waaronder de Hidjaz en Jeddah. De Fatimiden ontwikkelden een uitgebreid handelsnetwerk in zowel het Middellandse Zeegebied als de Indische Oceaan door de Rode Zee. Hun handels- en diplomatieke betrekkingen reikten zo ver als China wat een sterk positief effect had op de ontwikkeling van de stad.

### Ajjoebidisch rijk
Nadat Saladin Jeruzalem veroverd had in 1171 benoemde hij zichzelf tot sultan van Egypte, na het opheffen van het Fatimidische kalifaat, daarmee de Ajjoebidische dynastie vestigende die daarna grote delen van de regio veroverde, waaronder wederom de Hidjaz en Jeddah in 1177. De aanwezigheid van het soennisme werd in deze tijd versterkt, maar ook de economie bloeide als nooit tevoren.

### Mammelukse sultanaat
In 1254 loste het Ajjoebidische rijk op in het Mammelukse sultanaat. Aan het begin van de 16e eeuw werd de regio geteisterd door de Portugezen, die onder leiding van Vasco da Gama hun weg hadden gevonden om Kaap de Goede Hoop en de Rode Zee probeerden in te palmen. In 1517 voerden 33 oorlogsschepen een aanval uit op Jeddah, maar deze werd afgeslagen en 800 Portugezen sneuvelden. De plek waar ze begraven zijn, is bekend onder de naam "The Christian Graves". In deze periode werden de stadsmuren opgetrokken, waarvan delen nog steeds te bewonderen zijn in de oude stad van Jeddah, Al-Balad.

### Ottomaans Rijk
In 1517 veroverden de Ottomanen het Mammelukse rijk in Egypte en Syrië onder sultan Selim I. Zo vervielen de Hidjaz, waaronder de heilige steden Mekka en Medina, maar ook Jeddah aan de Ottomanen. De Ottomanen versterkten de zwakke stadsmuren en verdedigden de stad tegen de nog steeds aanwezige Portugezen.

### Eerste Saoedische staat en de Ottomaans-Saoedische oorlog
In 1802 veroverden Saoedische troepen uit Nadjd zowel Mekka als Jeddah op het dan reeds sterk verzwakte Ottomaanse Rijk. De Egyptische onderkoning Muhammad Ali Pasha heroverde de Hidjaz, inclusief de heilige steden en Jeddah uiteindelijk in 1813.

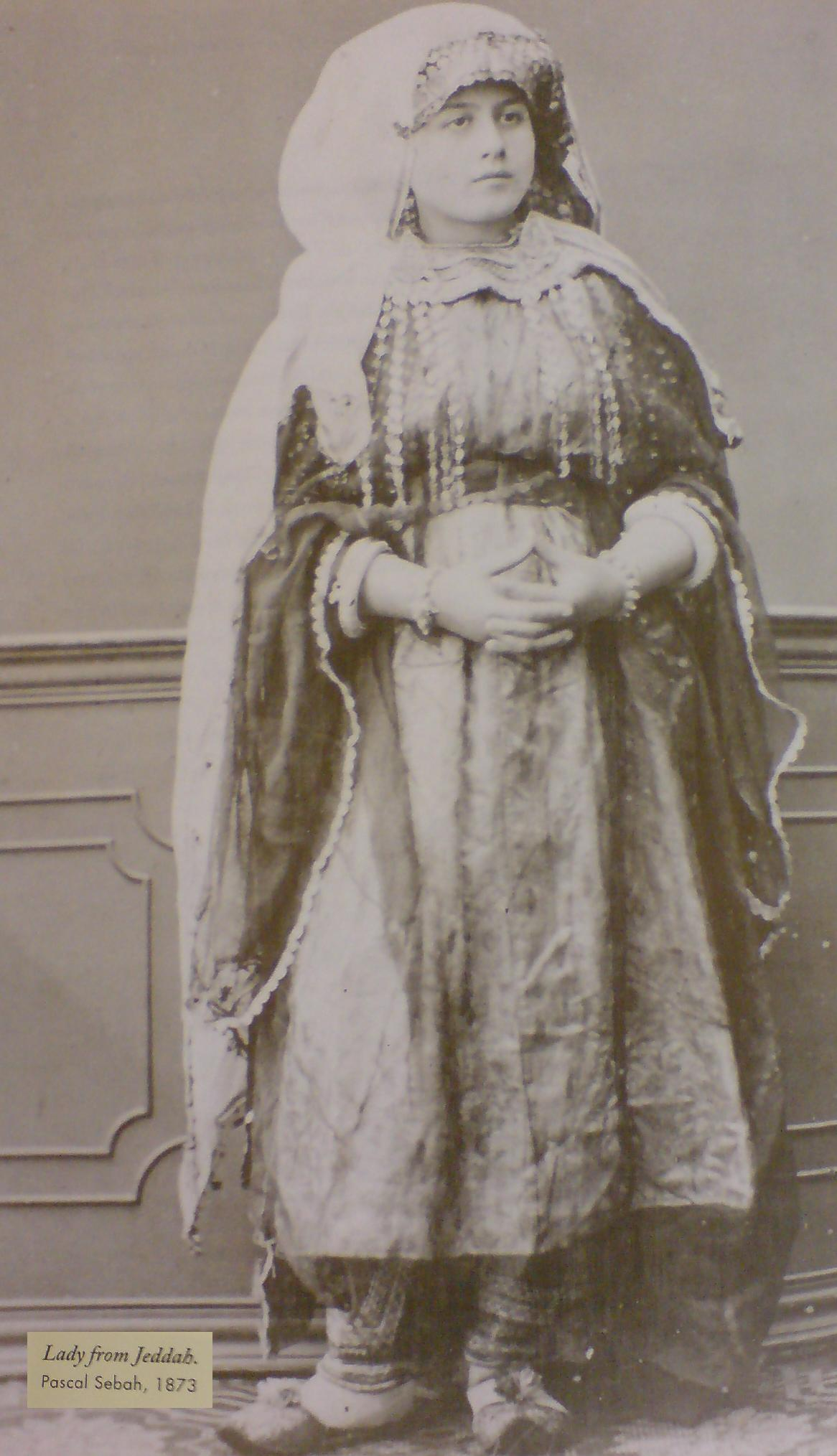
Een dame uit Jeddah 1873

Op 15 juni 1858 werden 21 christelijke inwoners van Jeddah, destijds een Ottomaanse stad met 5.000 overwegend islamitische inwoners vermoord, waaronder de Franse consul M. Eveillard en zijn vrouw, de Britse vice-consul Stephen Page en 24 anderen, voornamelijk Grieken. De dochter van de Franse consul Elise Eveillard en haar Franse tolk M. Emerat, beiden ernstig gewond, ontsnapten en vluchten door te zwemmen naar het fregat HMS Cyclops.

### Eerste Wereldoorlog en de Hasjemieten
Gedurende de Eerste Wereldoorlog riep de sjarief van de Hidjaz, Hoessein ibn Ali, een revolutie uit tegen het Ottomaanse Rijk, daarmee onafhankelijkheid zoekende van de Ottomanen en strevende naar de creatie van een eenheidsstaat in het gebied tussen Aleppo in Syrië tot Aden in Jemen.
Hoessein riep het Koninkrijk Hidjaz uit. Later geraakte hij in oorlog met Abdoel Aziz al Saoed, de toenmalige sultan van Nadjd als gevolg waarvan hij Mekka verloor. Hoessein trad af ten gunste van zijn zoon Ali, maar dat kon niet tegenhouden dat Jeddah enkele maanden na Mekka zou vallen.

### Koninkrijk Saoedi-Arabië

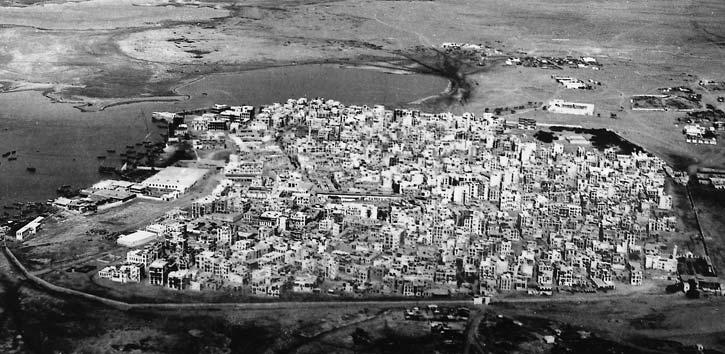
Jeddah in 1938

Sinds december 1925 valt Jeddah onder de regering van de Al Saoed familie. Naast Sultan van Nadjd werd Ibn Saoed Koning van de Hidjaz in 1926. De belangrijke rol van de stad in de politiek op het schiereiland was vanaf dat moment uitgespeeld: Jeddah werd een onderdeel van de provincie Mekka en het politieke zwaartepunt ligt in de oorsprong van het koninkrijk, Riyad.
Economisch is de stad heel belangrijk gebleven en vanuit het oude stadscentrum Al Balad uitgegroeid richting het noorden en het zuiden, de kustlijn van de Rode Zee volgende.

## Geografie

### Klimaat
De temperaturen in Jeddah zijn, in tegenstelling tot andere delen van Saoedi Arabië, het gehele jaar buitengewoon hoog bij een hoge luchtvochtigheid en geringe neerslag. Als die neerslag valt, is het soms in uitzonderlijk grote hoeveelheden waarbij dan vele slachtoffers vallen.
| Maand                          | jan  | feb  | mrt  | apr  | mei  | jun  | jul  | aug  | sep  | okt  | nov  | dec  | Jaar |
| ------------------------------ | ---- | ---- | ---- | ---- | ---- | ---- | ---- | ---- | ---- | ---- | ---- | ---- | ---- |
| Hoogste maximum (°C)           | 34,5 | 36,0 | 40,2 | 44,5 | 48,2 | 52,0 | 45,0 | 44,0 | 48,0 | 44,5 | 39,0 | 36,0 | 52,0 |
| Gemiddeld maximum (°C)         | 29,0 | 28,8 | 31,1 | 33,4 | 35,4 | 36,9 | 37,6 | 37,2 | 36,1 | 35,0 | 32,3 | 29,8 | 33,6 |
| Gemiddelde temperatuur (°C)    | 25,0 | 23,5 | 25,1 | 27,6 | 29,6 | 30,3 | 32,4 | 32,1 | 30,7 | 29,1 | 27,0 | 24,7 | 28,1 |
| Gemiddeld minimum (°C)         | 21,0 | 18,4 | 20,1 | 22,1 | 24,1 | 24,9 | 26,3 | 27,1 | 25,9 | 23,8 | 22,2 | 19,8 | 23,0 |
| Laagste minimum (°C)           | 2,4  | 5,5  | 9,0  | 13,5 | 16,4 | 20,0 | 20,5 | 22,0 | 17,0 | 15,6 | 8,0  | 5,4  | 2,4  |
|                                |      |      |      |      |      |      |      |      |      |      |      |      |      |
| Neerslag (mm)                  | 13,9 | 5,6  | 1,0  | 5,1  | 1,5  | 0    | 0,2  | 0    | 0    | 2,4  | 11,9 | 11,9 | 53,5 |
| Relatieve luchtvochtigheid (%) | 73   | 61   | 60   | 60   | 60   | 61   | 57   | 62   | 69   | 67   | 64   | 59   | 62,8 |
| Bron: NOAA (1961-1990)         |      |      |      |      |      |      |      |      |      |      |      |      |      |

## Trivia
- In de stad zelf is volgens de islam de tombe van Eva aanwezig. Over de (vermeende) tombe van Eva is echter in 1975 door de Saoedische autoriteiten beton gestort om afgoderij (Shirk) te voorkomen.
- De naam van de stad zou dan ook afkomen van Jaddah, wat grootmoeder betekent. Anderen houden het op Jiddah, wat 'kust' of 'zeestrand' betekent.
- Op 6 december 2004 vielen gewapende mannen het Amerikaans consulaat in de stad binnen. Na korte tijd werd het consulaat door Saoedische veiligheidstroepen ontruimd, waarbij 12 doden vielen.
- De Fontein van Koning Fahd (Arabisch:نافورة الملك فهد) is een 312 meter hoge fontein in Jeddah. Het is de hoogste fontein ter wereld. Als het water de pijp verlaat heeft het een snelheid van om en bij de 375 km/uur. De fontein is vernoemd naar de in 2005 overleden Koning Fahd.
- Een voorloper van ABN AMRO, de Nederlandsche Handel-Maatschappij stond aan de basis van de huidige Saudi Hollandi Bank, de eerste bank van Saoedi-Arabië. De bank werd opgericht in Jeddah ten behoeve van hadj-gangers uit het voormalig Nederlands Oost Indië. ABN AMRO bezit nog een klein deel van de aandelen.

## Stedenbanden
- Adana (Turkije)
- Alexandrië (Egypte)
- Almaty (Kazachstan)
- Amman (Jordanië)
- Bakoe (Azerbeidzjan)
- Caïro (Egypte)
- Casablanca (Marokko)
- Dubai (Verenigde Arabische Emiraten)
- Istanboel (Turkije)
- Jakarta (Indonesië)
- Johor Bahru (Maleisië)
- Kazan (Rusland)
- Karachi (Pakistan)
- Mari (Turkmenistan)
- Odessa (Oekraïne)
- Osj (Kirgizië)
- Plovdiv (Bulgarije)
- Rio de Janeiro (Brazilië)
- Shimonoseki(Japan)
- Sint-Petersburg (Rusland)
- Straatsburg (Frankrijk)
- Stuttgart (Duitsland)
- Xi'an (China)

## Geboren
- Hamad Al-Montashari (1982), voetballer
- Mohammad bin Salman al-Saoed (1985), kroonprins en minister van Defensie
- Salem Al-Dawsari (1991), voetballer
- Hattan Bahebri (1992), voetballer
- Fahad Al-Muwallad (1994), voetballer

## Galerij

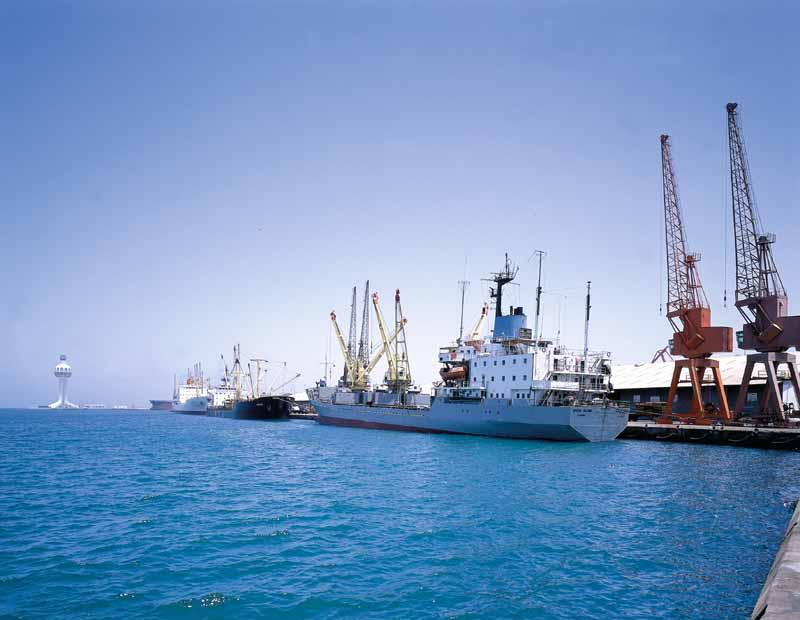
Haven van Jeddah
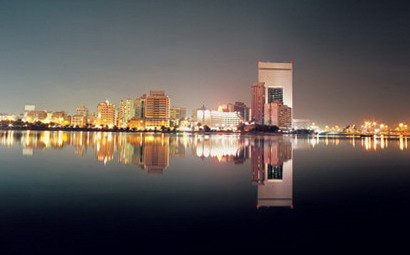
Skyline
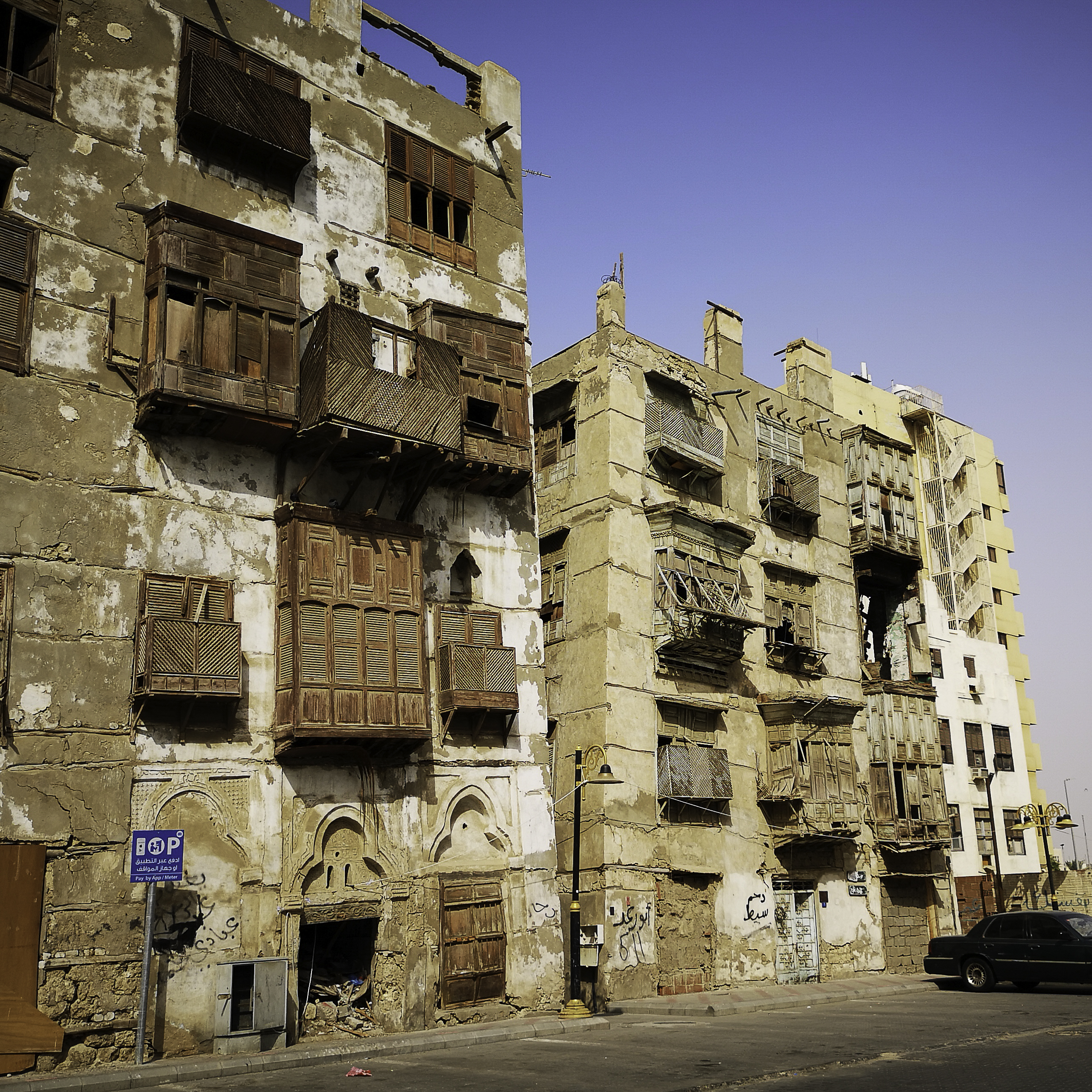
Zwaar vervallen oude huizen in Balad
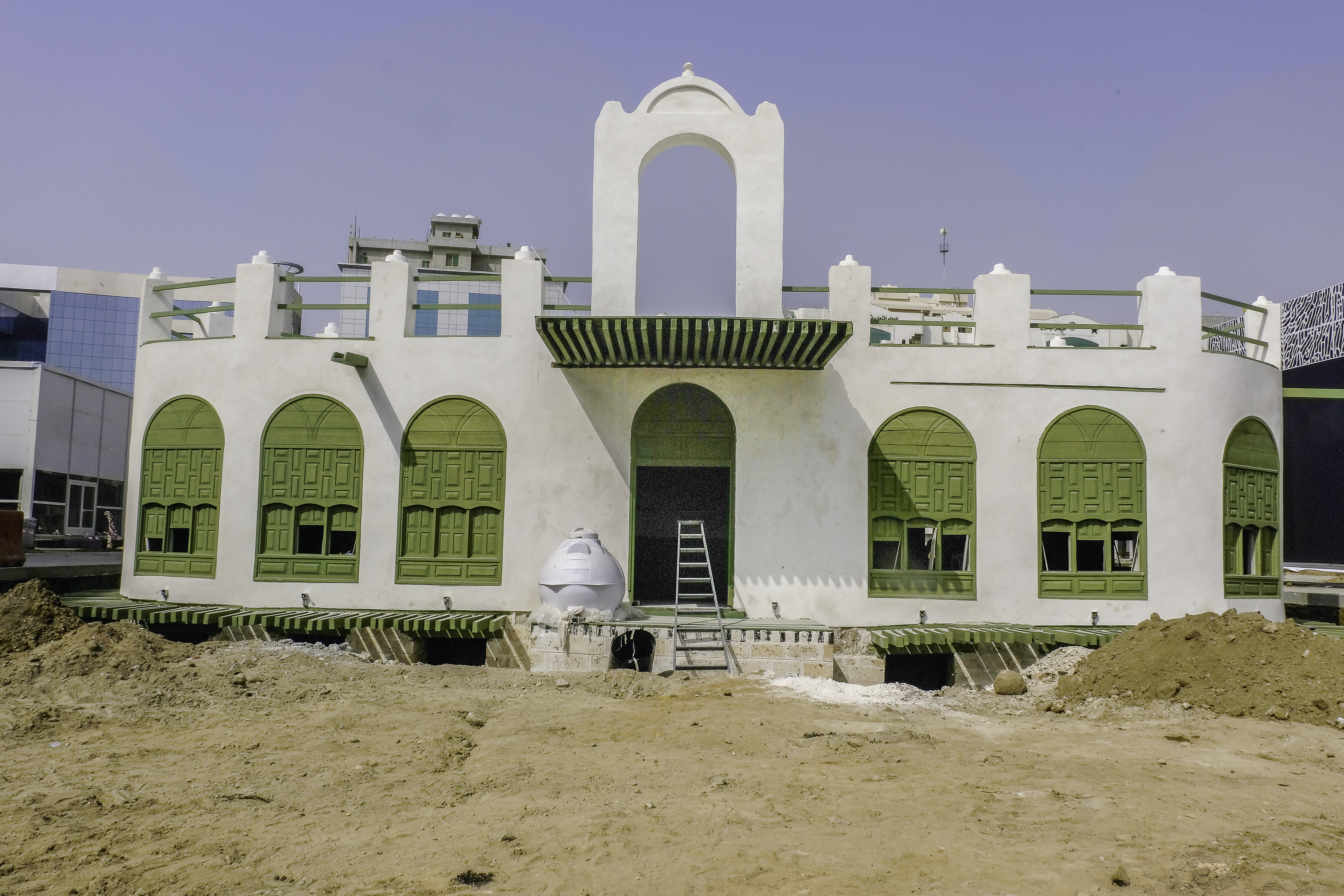
Het huis van Bait Amir Al Bahr ("prins van de zee") bij de oude stad Balad.